# Heilig Hartbeeld (Nijnsel)
Het Heilig Hartbeeld is een standbeeld in de Nederlandse plaats Nijnsel, in de provincie Noord-Brabant.

## Achtergrond
Het Heilig Hartbeeld werd in 1924 door de parochianen aangeboden ter gelegenheid van het zilveren priesterjubileum van pastoor J.A.M. Panken. Het staat links van de ingang van de Antonius van Paduakerk.

## Beschrijving
Een staande Christusfiguur houdt zijn rechterhand zegenend opgeheven, zijn linkerhand wijst naar het vlammende Heilig Hart op zijn borst. Het wit geschilderde beeld staat op een meerhoekige sokkel met flanken, waarop de tekens Alfa en Omega zijn aangebracht en vazen zijn geplaatst.
Op een bronzen plaquette op de sokkel staat 

H. HART VAN JEZUS ZEGEN ONZE ST. ANTONIUS-PAROCHIE NIJNSEL 1911. APR. 25 OCT. 1923

## Waardering
Het beeldhouwwerk werd in 2002 ingeschreven als rijksmonument, het is "van algemeen belang als object en in samenhang met de overige onderdelen van het complex. Het heeft cultuurhistorische waarde als herinnering aan de opkomst van kleine katholieke parochies in het begin van de twintigste eeuw en als bedevaartsplaats."